# 喜山
喜山（?—?）籍贯不详，清朝及中华民国政治人物。

## 生平
喜山曾为清朝呼兰府裁缺仓官。光绪三十三年五月二十三日（1907年），他列名于《呼兰府官绅纯德等联名恳请为已故倭副都统颂功立祠事给东三省总督徐的详文》中。
中华民国成立后，1912年他任北京临时参议院议员。1912年他还任黑龙江临时省议会议员。1913年他任黑龙江省议会议员。